# Institut américain de recherche économique
L'Institut américain de recherche économique (American Institute for Economic Research) (AIER) est un groupe de réflexion libertarien conservateur situé à Great Barrington (Massachusetts),. Il a été fondé en 1933 par Edward C. Harwood, économiste et conseiller en investissement. Il s'agit d'une organisation à but non lucratif selon le code des impôts américain 501(c)(3). Au cours de la pandémie de COVID-19, il était connu pour diffuser des informations erronées et pour promouvoir une stratégie d'immunité collective de « protection ciblée » pour faire face à la pandémie,.

## Histoire
Le colonel Edward C. Harwood était diplômé de l'Académie militaire des États-Unis et a servi dans le Corps du génie de l'armée des États-Unis. Dans les années 1920, il a commencé à écrire des articles de magazines indépendants sur des questions économiques. Avec 200 dollars économisés grâce à la vente de ses articles, Harwood fonda AIER en 1933,
Presque depuis sa création, l'AEIR publie des périodiques. Les deux premiers étaient Investment Bulletin et les Research Reports.
Edward Stringham a été nommé président de l'Institut en 2017; il a été précédé par Stephen Adams, et remplacé par Will Ruger en 2022.
En 2019, le Museum of American Finance a prêté l’intégralité de sa collection de bibliothèque à l’AIER, pour y être hébergée, cataloguée et mise à disposition. La durée initiale du prêt était de cinq ans

## Positions politiques
L'AIER a une histoire de promotion du déni du changement climatique,,, , avec des articles tels que « Brazilians Should Keep Slashing Their Rainforest »,,.
L’institution a également financé des recherches sur les avantages comparatifs que les ateliers clandestins approvisionnant les multinationales apportent aux personnes qui y travaillent,.
Selon l'historien et philosophe Philip Mirowski, l'AIER a « mené la charge » pour neutraliser les Centres pour le contrôle et la prévention des maladies en tant qu'« arbitres de la santé publique ».

### COVID 19
L'AIER a publié une déclaration en octobre 2020 intitulée déclaration de Great Barrington qui plaidait en faveur d'une stratégie d'immunité collective de « protection ciblée » pour faire face à la pandémie de COVID-19. Cette mesure a été fermement condamnée par de nombreux experts en santé publique ,. Anthony Fauci, l'expert en maladies infectieuses nommé par la Maison-Blanche, a qualifié la déclaration de « totale absurdité » et de non-scientifique  . Tyler Cowen, économiste libertaire à l'Université George Mason, a écrit que, bien qu'il soit favorable à une approche libertaire de la lutte contre la pandémie, il considérait la déclaration comme dangereuse et malavisée. La déclaration a également été critiquée par le Niskanen Center, un ancien groupe de réflexion libertaire qui se dit désormais modéré.
L'AIER a payé des publicités sur Facebook pour promouvoir ses articles contre les mesures de distanciation sociale du gouvernement et les ports de masques.
En octobre 2020, Twitter a supprimé un tweet de Scott Atlas, conseiller de la Maison-Blanche en matière de coronavirus, qui renvoyait à un article de l'AIER dénonçant l'efficacité des masques.

## Affiliations
L'AIER maintient un réseau mondial de sections locales appelé Bastiat Society. Il travaille en partenariat avec le réseau Atlas et d'autres groupes,.

## Financement
AIER possède American Investment Services Inc., une société de conseil en investissement dont le fonds était évalué à environ 285 millions de dollars en 2020 ,. Le fonds détient des participations dans un large éventail d'entreprises, mais la majorité de ses actifs est constituée de diverses fonds négociés en bourse et des investissements dans l'or. En 2020, environ 14 % de ses investissements étaient consacrés aux technologies de l'information et aux télécommunications, notamment Microsoft et Alphabet, environ 6 % dans les services publics d'électricité et de gaz, 5 % dans des sociétés de combustibles fossiles, dont Chevron et ExxonMobil, et 2 % dans l'alimentation et l'alcool., et les valeurs du tabac, dont Mondelez International et Philip Morris International,.
Plus de la moitié du financement de l'AIER provient de ses investissements, mais elle reçoit également des contributions et des subventions de fondations. En 2018, elle aurait reçu 68 100 dollars de la Fondation Charles-Koch, soit environ 3 % des revenus de l'AIER pour l'année,,. Il s'est associée à Emergent Order, une société de relations publiques également financée par la Fondation Charles Koch.
En 2019, l'American Institute for Economic Research disposait d'un actif total de 184 901 564 $.